# Lorenzo Celsi
Lorenzo Celsi – doża Wenecji od 1361 do 1365.